# Liste von Gewässern in Bochum

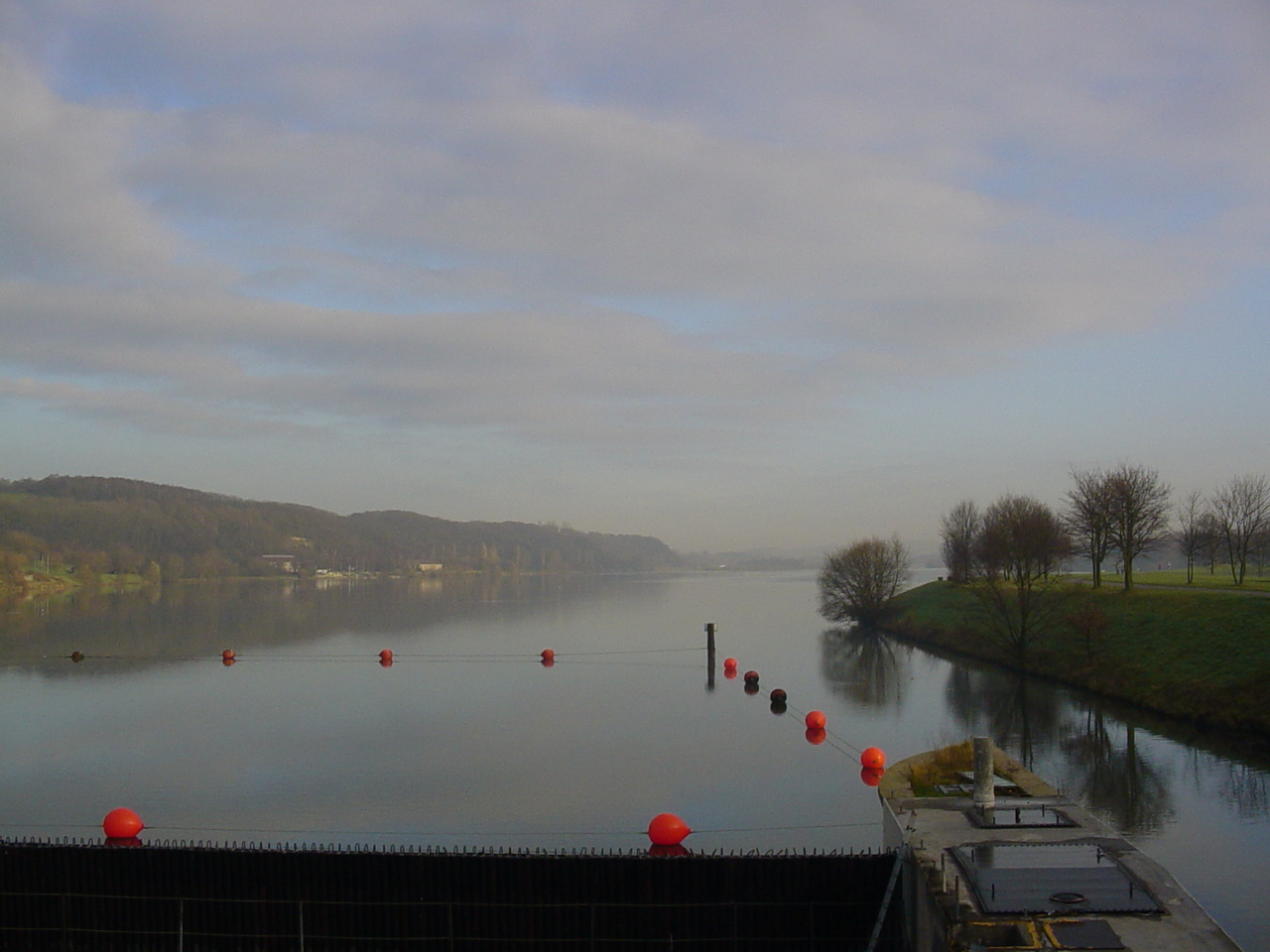
Kemnader See

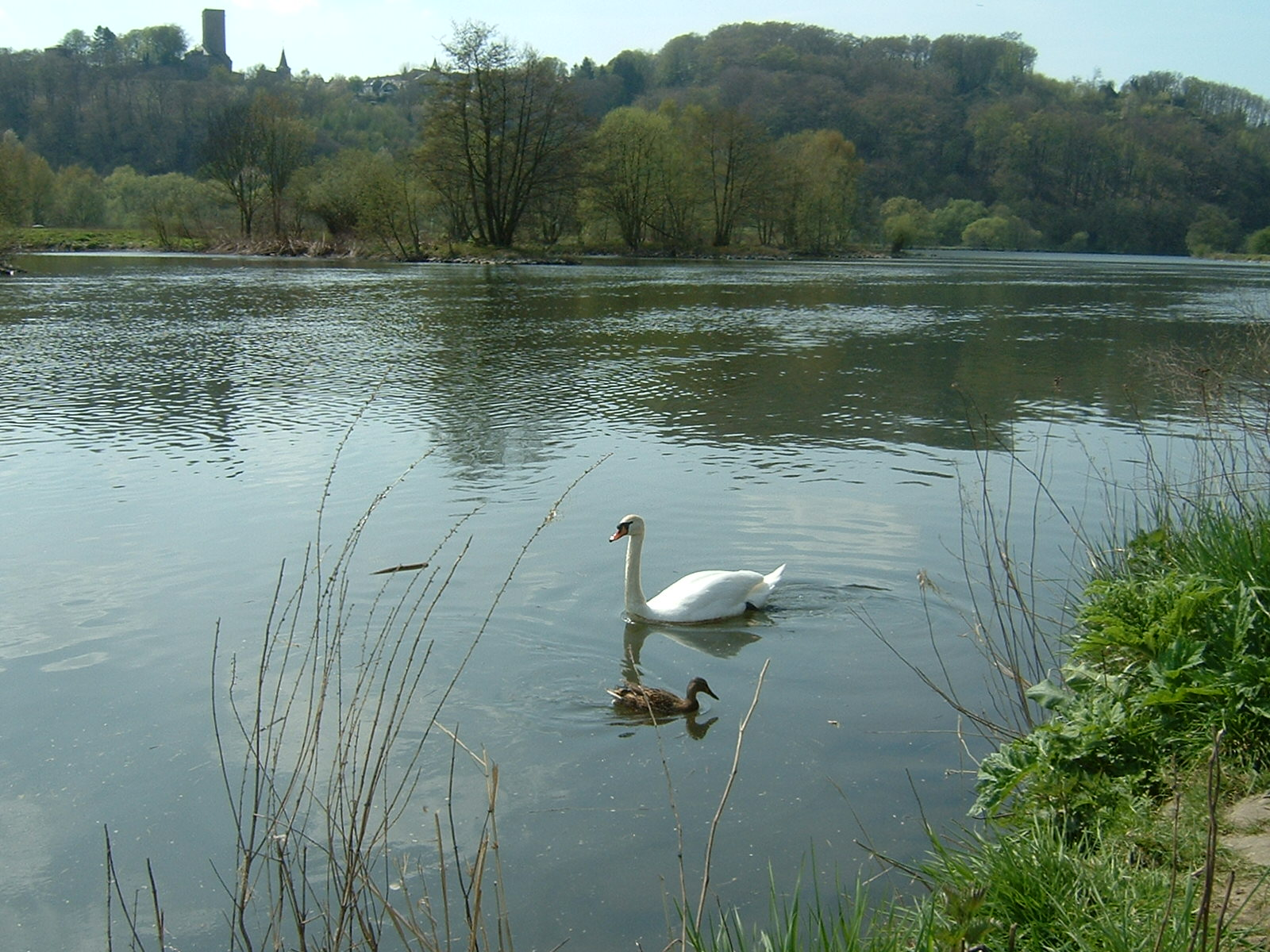
Ruhr

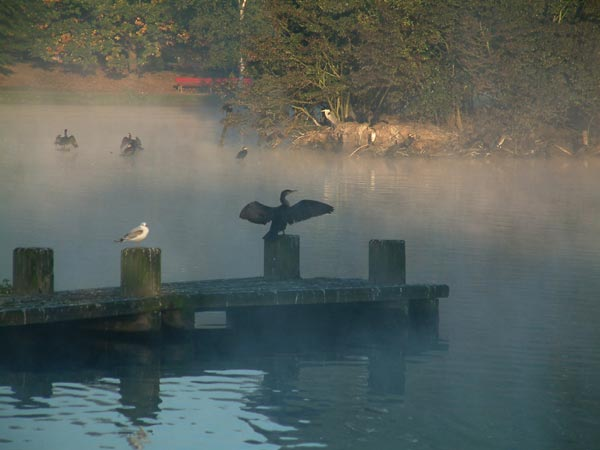
Ümminger See im Frühnebel

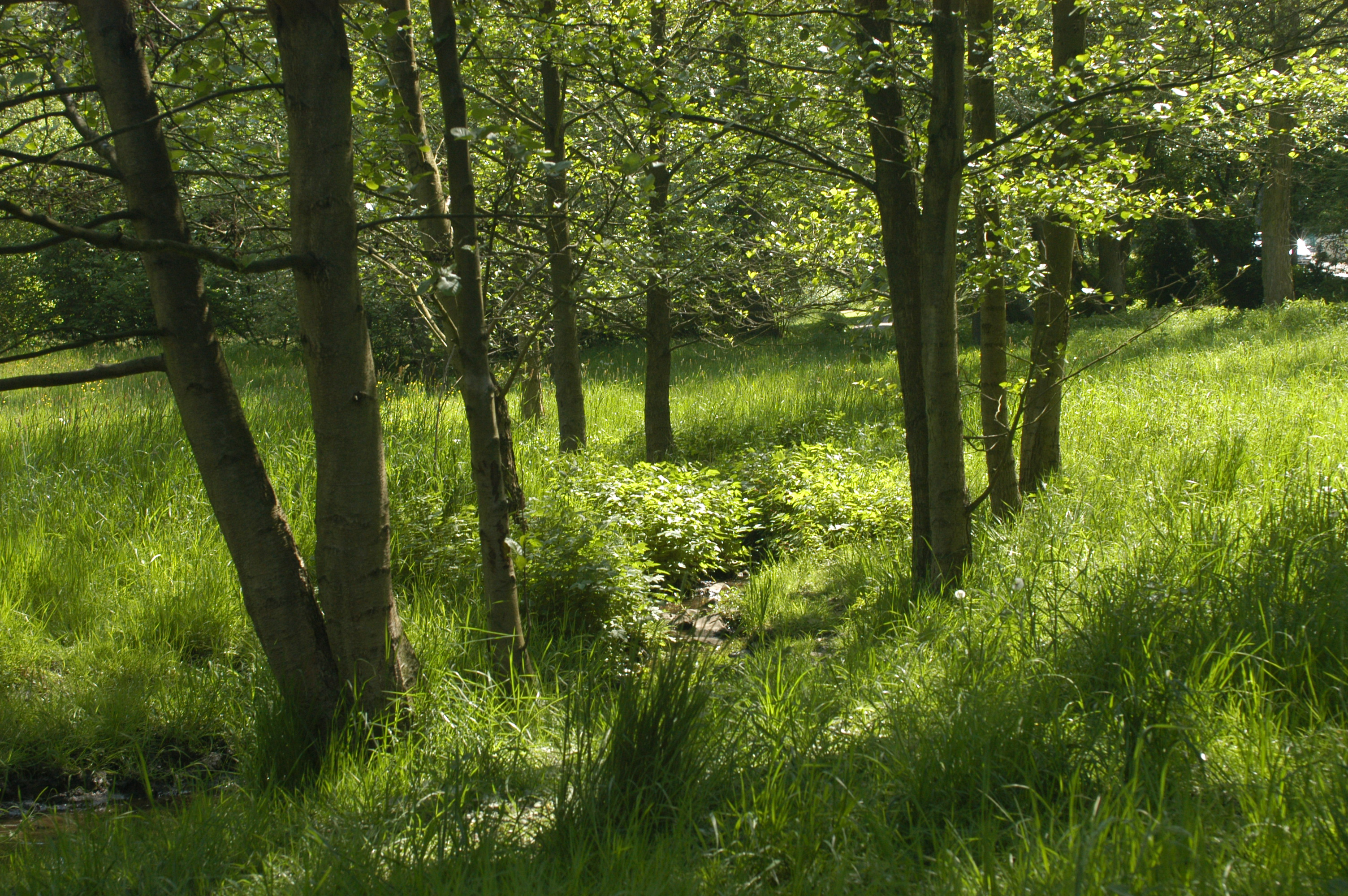
Marbach

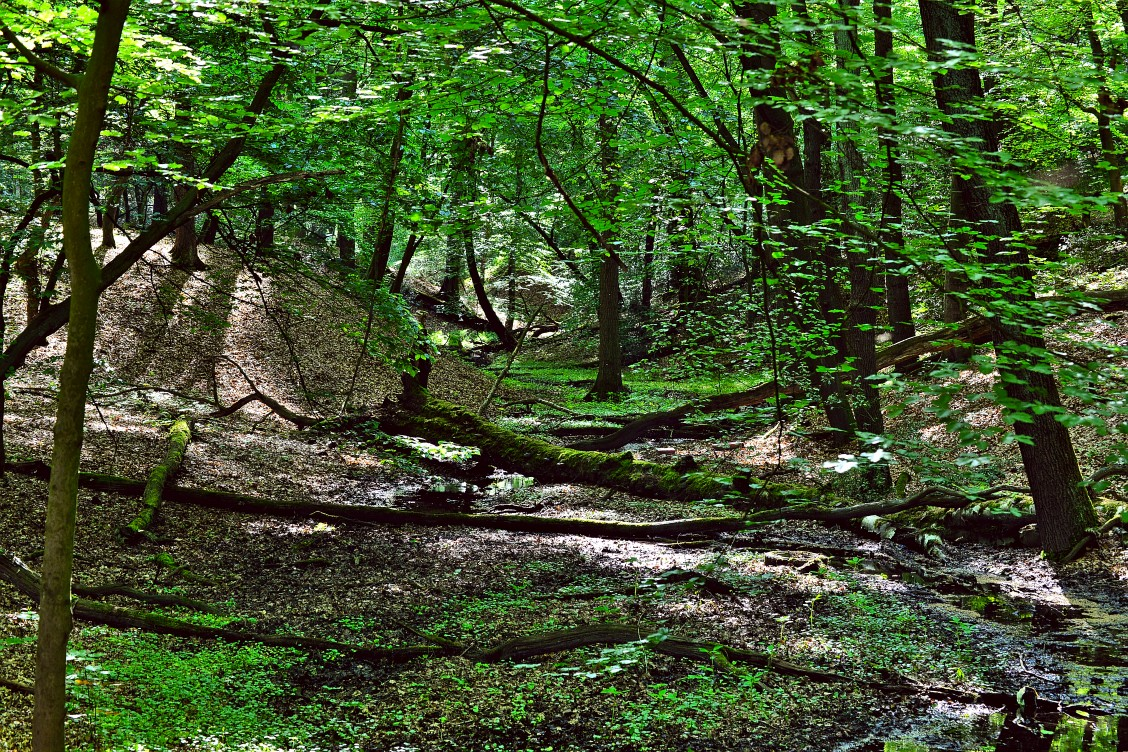
Bach im Königsbüscher Wäldchen

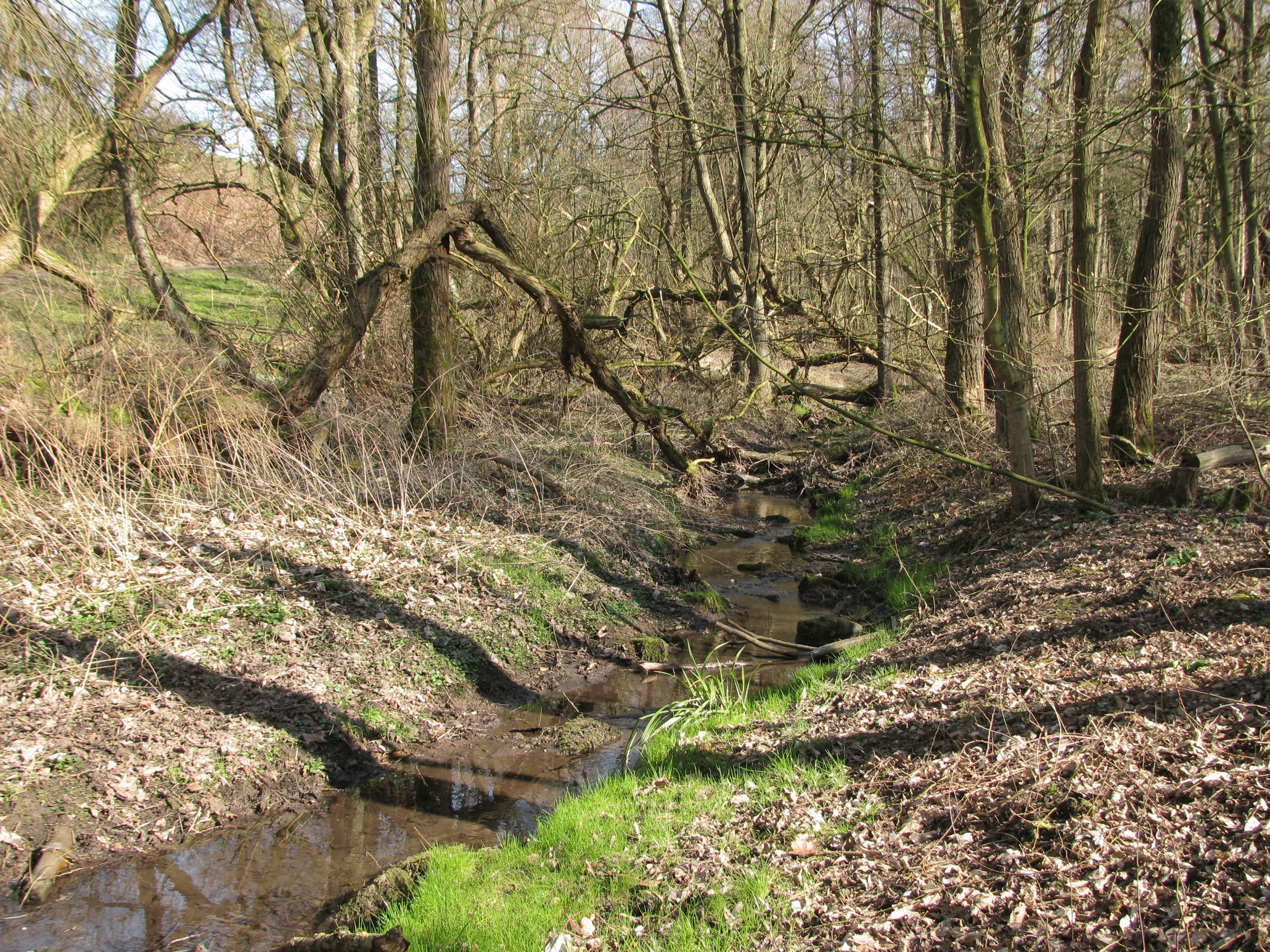
Grummer Bach

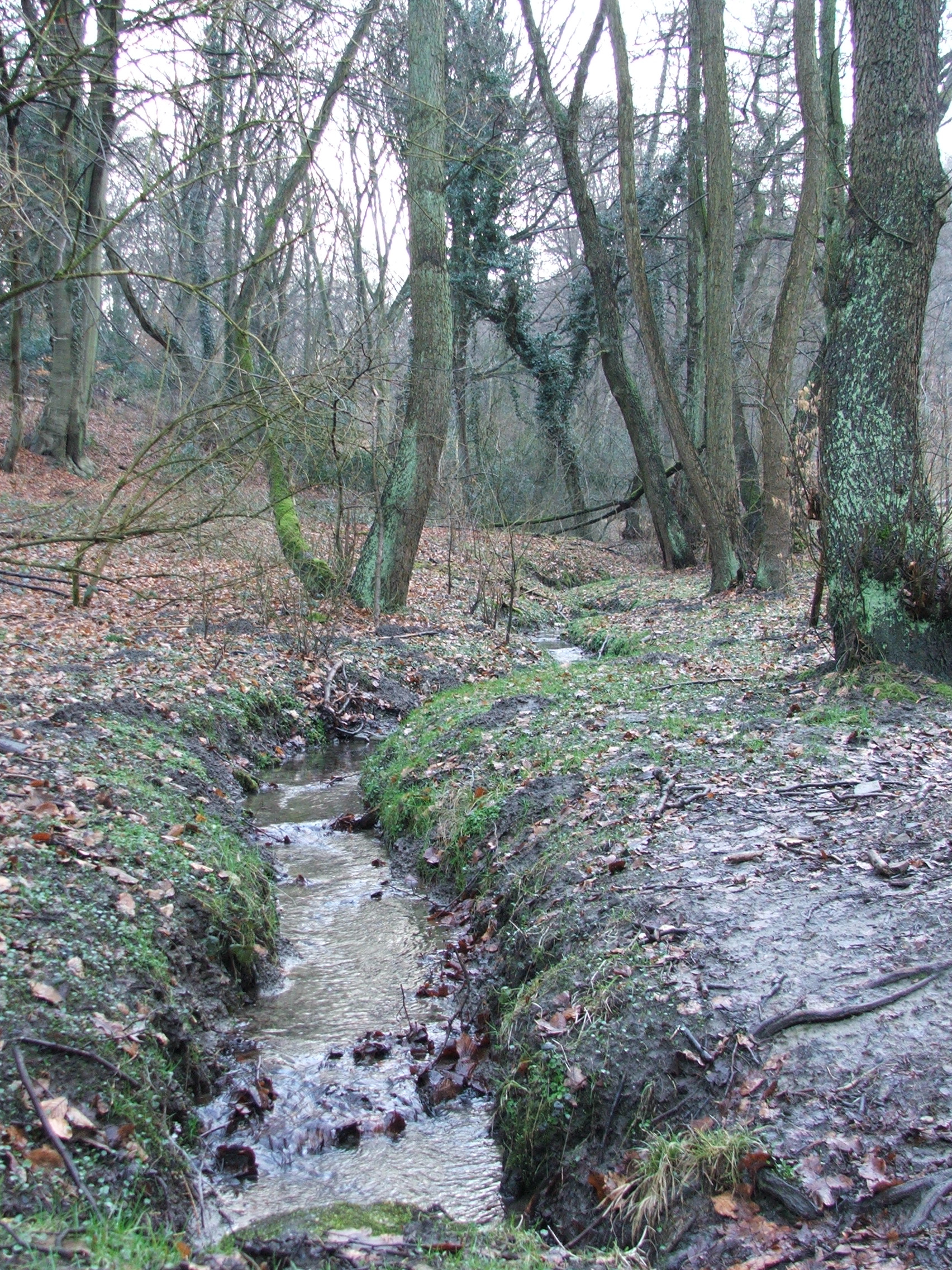
Hörsterholzbach

Die Liste von Gewässern in Bochum umfasst Fließgewässer und Stillgewässer. Für einen Teil der Gewässer liegen Beschreibungen der Gewässergüte anhand des Saprobiensystems durch die Biologische Station östliches Ruhrgebiet vor. Die Gewässer der Stadt Bochum zählen zu den Flusssystemen Emscher und Ruhr. Die Fließlänge des Bochumer Gewässersystems beträgt, einschließlich der verrohrten Bereiche, 113 Kilometer. Mit dem Ende des Ruhrbergbaus ist mit einer Anhebung des Grundwasserspiegels und einer Wasserzunahme der Fließgewässer zu rechnen.
Die Europäische Wasserrahmenrichtlinie fordert, dass die oberirdischen Gewässer wieder in einen guten ökologischen und chemischen Zustand und das Grundwasser in einen guten mengenmäßigen und chemischen Zustand gebracht werden.
Die Emschergenossenschaft führt ein Umbauprojekt der Gewässer- und Abwässerstrukturen mit einem Gesamtvolumen von 4,5 Milliarden Euro durch. Der erste Spatenstich erfolgte 1992.
Bochum ist jedoch eine Stadt ohne Hafen und die Ruhrschifffahrt hat nur noch für die Schwalbe II Bedeutung.

## Fließgewässer
Die ganz außerhalb des Bochumer Stadtgebiets verlaufenden Fließgewässer sind kursiv geschrieben:
- Rhein
  - Emscher
    - Schwarzbach
      - Wattenscheider Bach
        - Westseifen[6]
        - Sevinghauser Bach[6] (Graben östlich der Kirche Herz Jesu)
        - Helfsbach[1] (bei Helfs Hof)

      - Leither Bach

    - Hüller Bach
      - Goldhammer Bach
        - Kabeisemannsbach
          - Ahbach
            - Erlenbach[6]
            - Grenzgraben

      - Dorneburger Bach
      - Marbach
        - Dibergbach[6]

      - Hofsteder Bach
        - Grummer Bach

    - Ostbach

  - Ruhr
    - Oelbach
      - Lottenbach (Stiepeler Bach)
        - Kalwesbach
        - Zulauf westlich des Botanischen Gartens
        - Voßkuhlbach
          - Voßkuhlgraben[6]

        - Zulauf aus dem Bereich der Max-Imdahl-Straße

      - Hemkebach
      - Zulauf aus dem Königsbüscher Wäldchen
      - Zulauf aus dem Bereich Overbergstraße
      - Schattbach
        - Asbecke (auch: Laerholzer Bach)
        - Erbstollen der Zeche Isabella

      - Langendreerbach
        - Graben südl. Dürener Straße[6]

      - Harpener Bach (in Dortmund: Bövinghauser Bach)
        - Gerther Mühlenbach
        - Stenbocksiepen
        - Karolinenbach

    - Östlicher Mailandsiepen
    - Westlicher Mailandsiepen
    - Graben Oveney[6]
    - Nettelbecke
    - Knöselsbach (früher: Rautendeller Bach)
      - Ranterdeller Bach

    - Rauendahler Bach
      - Donnerbecke

    - Quellbach In der Aar
    - Linnebecke (auch: Dahlhauser Bach[6])
    - Hörsterholzbach (historisch: Eibecke)[6]
    - Eibergbach (auch: Meddenbach, in Bochum Mecklenbecke)
      - Hosiepen

## Stehende Gewässer
- Grummer Teiche
- Harpener Teiche
- Hofsteder Weiher
- Kemnader See
- Ümminger See